# Salim Mahsas
Salim Mahsas (sinh ngày 18 tháng 6 năm 1991) là một cầu thủ bóng đá người Algérie thi đấu cho US Ivry ở vị trí tiền vệ.